# Азалаково
Азала́ково (тат. Азалак) — село в Сармановском районе  Республики Татарстан, административный центр Азалаковского сельского поселения.

## География
Село расположено на реке Мензеля, в 10 километрах к северу от села Сарманово.

## История
Основано в конце XVII века. 
В XVIII-XIX веках жители в сословном отношении делились на тептярей, башкир-вотчинников и государственных крестьян. Занимались земледелием, разведением скота, пчеловодством, плотничным промыслом. 
В «Списке населенных мест по сведениям 1870 года», изданном в 1877 году, населённый пункт упомянут как деревня Азалакова 2-го стана Мензелинского уезда Уфимской губернии. Располагалась при речке Мензеле, по левую сторону торгового тракта из Бирска в Мамадыш, в 50 верстах от уездного города Мензелинска и в 22 верстах от становой квартиры в селе Александровское (Кармалы). В деревне, в 145 дворах жили 799 человек (385 мужчин и 414 женщин, башкиры, татары), были мечеть, училище, водяная мельница. Жители занимались земледелием, скотоводством, пчеловодством.
В начале XX века земельный надел сельской общины составлял 1721,6 десятин. До 1920 года село входило в Нуркеевскую волость Мензелинского уезда Уфимской губернии. С 1920 года в составе Мензелинского, с 1922 года — Челнинского кантонов ТАССР. С 10 августа 1930 года в Сармановском районе.

## Население
| 1816 | 1859 | 1897 | 1926 | 1938 | 1949 | 1958 | 1970 | 1979 | 1989 | 2000 |
| ---- | ---- | ---- | ---- | ---- | ---- | ---- | ---- | ---- | ---- | ---- |
| 192  | 799  | 1124 | 915  | 848  | 591  | 606  | 700  | 577  | 457  | 533  |

Национальный состав — татары.

## Экономика
Полеводство, мясо-молочное скотоводство.

## Инфраструктура
Средняя школа, дом культуры, библиотека.

## Религия
Мечеть.